# 下宿村 (新潟県)
下宿村（しもじゅくむら）は、かつて新潟県刈羽郡にあった村。

## 沿革
- 1889年（明治22年）4月1日 - 町村制施行に伴い刈羽郡下宿村が村制施行し、下宿村が発足。
- 1924年（大正13年）8月10日 - 刈羽郡柏崎町に編入され消滅。同町の大字下宿となる。
- 1924年（大正13年）11月1日 - 下宿は岬町と改称[1]。
- 1965年（昭和40年）10月1日 - 住居表示実施による町名変更により、岬町は番神（鯨波の一部、中浜の一部を編入）と東の輪町（鯨波の一部を編入）の一部となる[1]。